# 奧加托-遺蹟谷 (亞利桑那州)
奧加托（英語：Oljato-Monument Valley）是位於美國亞利桑那州納瓦霍縣的一個人口普查指定地區。根據2010年美國人口普查，該地人口為154人，而該地的面積約為32.40平方千米。

## 地理
奧加托的座標為36°59′31″N 110°11′05″W / 36.99194°N 110.18472°W，而該地最高點為海拔高度1475米（即4838英尺）。